# 魔界屋2
《魔界屋2》（英語：Troll 2，前稱作）是一部1990年美國恐怖喜劇片，由克勞迪·弗瑞迦索執導和編劇。於1990年10月12日在美國以錄影帶首映形式發行。
儘管該片命名為《魔界屋2》，但這和前集《魔界屋》（1986年）並無關聯 。由於工作人員分別使用英語和義大利語，令溝通上有所障礙，且加上監製喬·達馬托打算以低預算的方式製作該片，令電影的製作充斥著困難。《魔界屋2》獲得了影評人極差的評價，並被列入史上最糟糕的電影之一。
隨後的幾年，這部電影成為了邪典文化和大量的粉絲支持。

## 外部連結
- AllMovie上《魔界屋2》的资料（英文）
- 互联网电影数据库（IMDb）上《魔界屋2》的资料（英文）
- 爛番茄上《魔界屋2》的資料（英文）